# Waacking
Il waacking, o punkin', o garbo, è uno stile di danza di strada nato negli anni settanta, nei night club e nelle discoteche gay della costa ovest degli Stati Uniti d'America, in particolare Los Angeles, a imitazione delle movenze delle attrici e delle cantanti dell'epoca. In seguito si è diffuso senza connotati di identità sessuale.
Il nome originale dello stile è punkin': l'attuale nome è stato attribuito dalla comunità non-gay che ha introdotto elementi del locking, in particolare da Tyrone Proctor e Jeffrey Daniel.

## Storia
In locali gay statunitensi, uomini si esibivano sul palco vestiti da donne e cantando pezzi musicali di artiste femminili. All'epoca, il waacking era essenzialmente una danza degli omosessuali afroamericani o latinoamericani.
I movimenti dei performer si dimostrarono abbastanza creativi da farsi strada anche nelle piste da ballo dei night club mainstream per eterosessuali.
Il waacking si è imposto prima della diffusione della musica house, ed è considerata una danza house perché popolare proprio nei night club (ossia le "houses").
La disco music è stato il veicolo adatto per questo stile, con la sua ritmica.
Con l'avvento dell'hip hop, il genere ha assunto connotati funk.
Dopo un calo di diffusione negli anni novanta, il waacking ha ritrovato popolarità negli anni 2000, grazie alla musica elettronica.

## Influenze con altri stili
La confusione con il locking deriva dalla somiglianza di alcuni passi; alcuni insegnanti di locking furono anche insegnanti di punkin' e, in seguito, waacking, generando l'equivoco.
La differenza con il voguing è geografica e musicale: mentre il waacking è nato all'inizio degli anni Settanta sulla costa ovest degli Stati Uniti, e si balla soprattutto sulla disco music, il voguing si è diffuso alla fine dello stesso decennio, sulla costa opposta, e si balla prevalentemente su musica house.
Insieme al glowsticking, il waacking è lo stile alla base dell'Electro dance (erroneamente nota come Tecktonik) durante le sue fasi di formazione iniziale.